# Ochropleura punjabensis
Ochropleura punjabensis là một loài bướm đêm trong họ Noctuidae.